# Орловская стратегическая наступательная операция «Кутузов»
Орловская стратегическая наступательная операция «Кутузов» — наступательная операция, проведённая с 12 июля по 18 августа 1943 года во время Курской битвы войсками Западного, Брянского и Центрального фронтов с целью окончательного разгрома группировки противника под Орлом.

## Ход операции

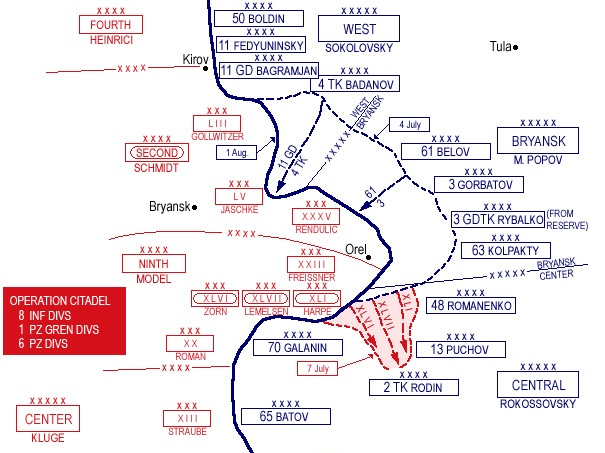
Карта операции Кутузов

Согласно плану операции, 12 июля войска Западного (командующий — генерал-полковник В. Д. Соколовский) и Брянского (командующий — генерал-полковник М. М. Попов) фронтов начали наступление на орловском направлении. 15 июля (согласно директиве № 00408/оп) с целью выхода на занимаемые до немецкого наступления рубежи в контрнаступление перешёл Центральный фронт, и к исходу 18 июля он полностью восстановил своё прежнее положение. С утра 19 июля войска ЦФ перешли в стратегическое наступление на курско-кромском направлении, включившись в полном объёме в операцию под кодовым наименованием «Кутузов».
Силы противника на орловском плацдарме составляли до 37 дивизий (в том числе 8 танковых и две моторизованные, в составе 9-й армии и 2-й танковой армии). Главная полоса обороны немецких войск была оборудована на глубину до 5—7 км, крупные населённые пункты враг превратил в сильные опорные пункты. Особенно прочно были подготовлены к круговой обороне города Орёл, Болхов, Мценск и Карачев.
Следует заметить, что изрядно потрёпанная в боях за Орловский выступ 2-я танковая армия генерала Лотара Рендулича была выведена с фронта в конце августа и с сентября 1943 года находилась на Балканах.
Войска Западного и Брянского фронтов в первые 2 дня наступления прорвали тактическую зону обороны противника на Орловско-Курской дуге. Наступление развернулось в широкой полосе, что позволило Центральному фронту нанести удар в направлении Кром.
29 июля был освобождён Болхов, а к утру 5 августа — Орёл.
15 августа советские войска освободили Карачев и к 18 августа подошли к оборонительному рубежу противника «Хаген» восточнее Брянска. С крупным поражением группы армий «Центр» под Орлом рухнули планы немецкого командования по использованию орловского плацдарма для удара в восточном направлении. Контрнаступление начало перерастать в общее наступление Красной Армии на запад.
Первый салют во время войны был дан в честь освобождения Орла и Белгорода вечером 5 августа 1943 года в Москве. Защитникам Курской дуги в тот день салютовали 24 артиллерийские бригады, расставившие салютные орудия на разных улицах и пустырях Москвы так, чтобы залпы были видны отовсюду. Всего было выпущено по 10−15 залпов из каждой.

## Численность и потери советских войск
Боевой состав, численность советских войск и людские потери в операции «Кутузов» по Кривошееву Г. Ф.:
| Наименование объединений и сроки их участия в операции | Боевой состав и численность войск к началу операции | Боевой состав и численность войск к началу операции | Людские потери в операции | Людские потери в операции | Людские потери в операции | Людские потери в операции |
| Наименование объединений и сроки их участия в операции | количество соединений                               | численность                                         | безвозвратные             | санитарные                | всего                     | среднесуточные            |
| Западный фронт (левое крыло)                           | сд — 19, тк — 2, отбр — 5                           | 233 300                                             | 25 585                    | 76 856                    | 102 441                   | 4241                      |
| В том числе:                                           |                                                     |                                                     |                           |                           |                           |                           |
| — 11-я гв. армия (12.07.-30.07.43 г.)                  | сд — 12, тк — 2,                                    | 170 500                                             | 12 768                    | 38 513                    | 51 281                    | 2699                      |
| — 50-я армия (12.07.-18.08.43 г.)                      | сд — 7, отбр — 1                                    | 62 800                                              | 5395                      | 17 767                    | 23 162                    | 610                       |
| — 11-я армия (20.07.-18.08.43 г.)                      |                                                     |                                                     | 4979                      | 15 580                    | 20 559                    | 685                       |
| — 4-я танковая армия (20.07.-18.08.43 г.)              | 2443                                                | 4996                                                | 7439                      | 248                       |                           |                           |
| Брянский фронт (3-е формирование — весь период)        | сд — 21, тк — 2, сбр — 1, отбр — 1                  | 409 000                                             | 39 173                    | 123 234                   | 162 407                   | 4274                      |
| Центральный фронт (весь период)                        | сд — 41, ид — 1, тк — 4, сбр — 3, отбр — 4, УР — 3  | 645 300                                             | 47 771                    | 117 271                   | 165 042                   | 4343                      |
| Итого                                                  | Дивизий — 82, корпусов — 8, бригад — 14, УР — 3     | 1 287 600                                           | 112 529 (8,7 %)           | 317 361                   | 429 890                   | 11 313                    |